# إدوين هوكينز
إدوين هوكينز (بالإنجليزية: Edwin Hawkins)‏ هو كاتب أغاني وعازف بيانو ومغني أمريكي، ولد في 18 أغسطس 1943 في أوكلاند في الولايات المتحدة، وتوفي في 15 يناير 2018 في بليسانتون في الولايات المتحدة بسبب سرطان البنكرياس.

## وصلات خارجية
- إدوين هوكينز على موقع IMDb (الإنجليزية)
- إدوين هوكينز على موقع ميوزك برينز (الإنجليزية)
- إدوين هوكينز على موقع ديسكوغز (الإنجليزية)